# Каполего
Каполе́го (Pseudotriccus) — рід горобцеподібних птахів родини тиранових (Tyrannidae). Представники цього роду мешкають в Південній Америці та на сході Панами.

## Таксономія і систематика
Молекулярно-генетичне дослідження, проведене Телло та іншими в 2009 році дозволило дослідникам краще зрозуміти філогенію родини тиранових. Згідно із запропонованою ними класифікацією, рід Каполего (Pseudotriccus) належить до родини Пікопланові (Rhynchocyclidae), підродини Тиранчикомухолюбних (Pipromorphinae). До цієї підродини систематики відносять також роди Тиранчик-мухолюб (Mionectes), Тиран-інка (Leptopogon), Тиран-щебетун (Corythopis) і Тиранчик (Phylloscartes). Однак більшість систематиків не визнає цієї класифікації.

## Види
Виділяють три види:
- Каполего бронзовий (Pseudotriccus pelzelni)
- Каполего рудолобий (Pseudotriccus simplex)
- Каполего рудоголовий (Pseudotriccus ruficeps)

## Етимологія
Наукова назва роду Pseudotriccus походить від сполучення слів дав.-гр. ψεῦδος — несправжній і τρίκκος — дрібна пташка (в орнітології означає птаха з родини тиранових).